# Mouton
Mouton is een gemeente in het Franse departement Charente (regio Nouvelle-Aquitaine) en telt 217 inwoners (2005). De plaats maakt deel uit van het arrondissement Confolens.

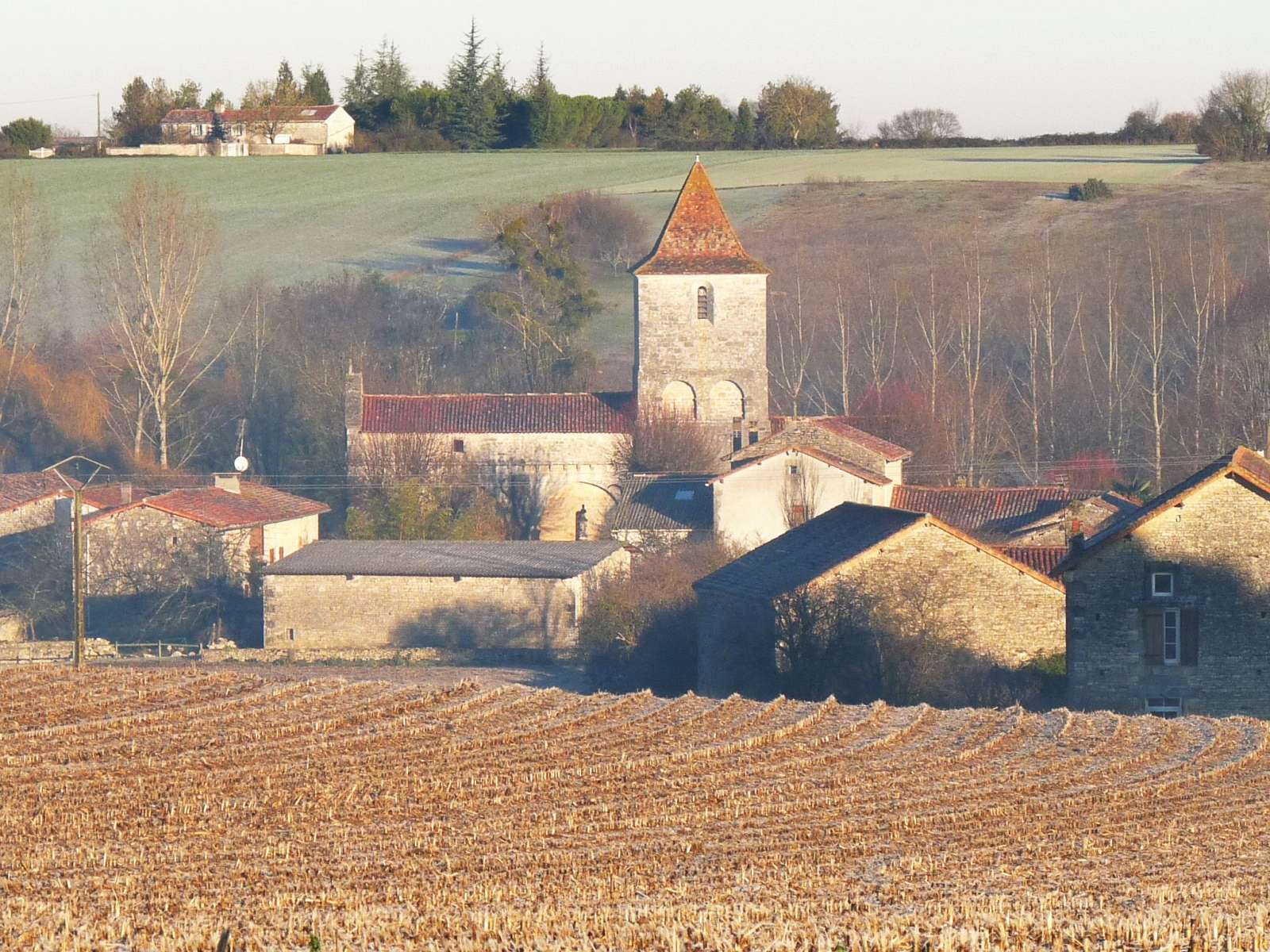
Mouton
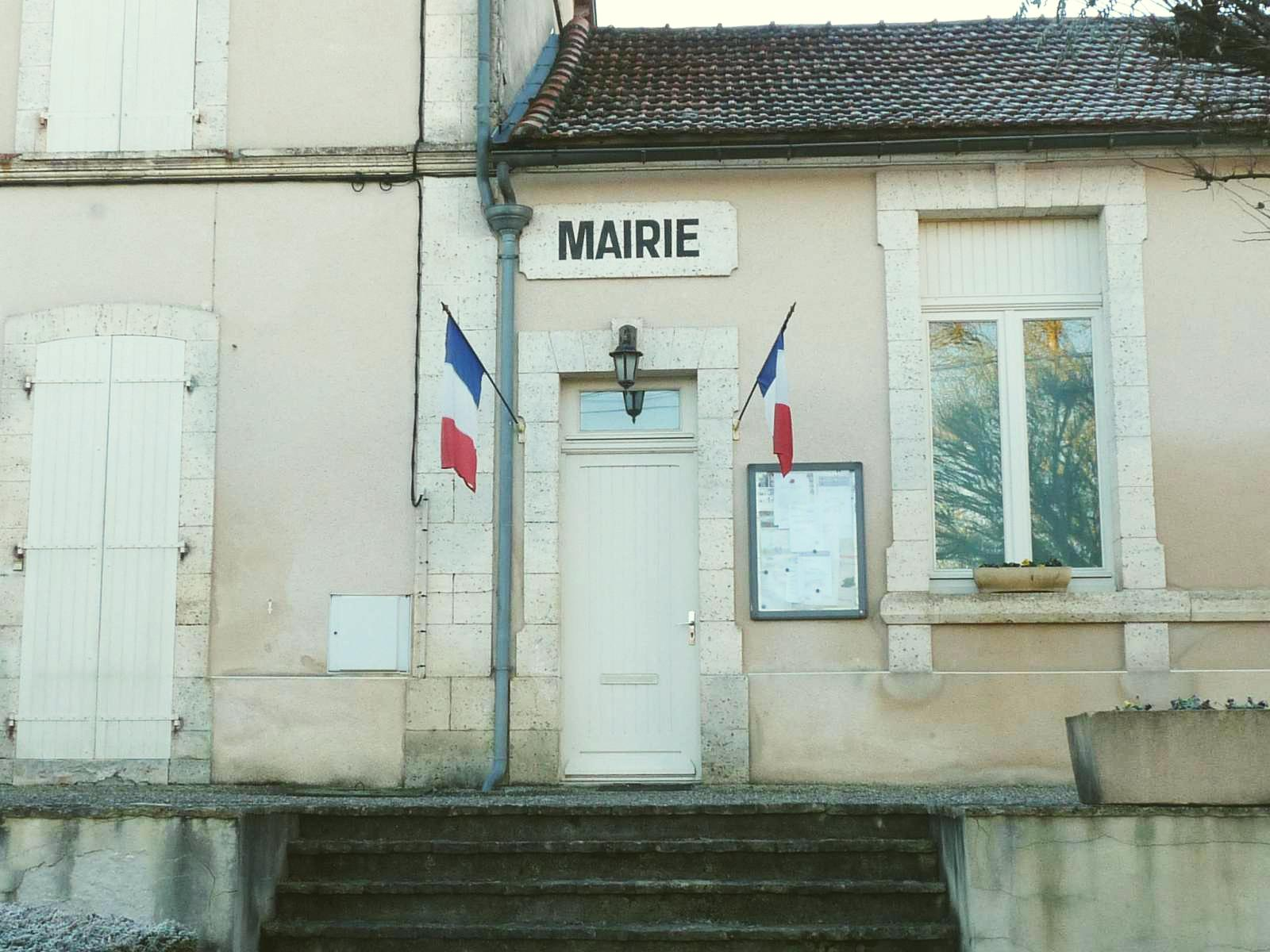
Gemeentehuis

## Geografie
De oppervlakte van Mouton bedraagt 9,2 km², de bevolkingsdichtheid is 23,6 inwoners per km².
De onderstaande kaart toont de ligging van Mouton met de belangrijkste infrastructuur en aangrenzende gemeenten.

## Demografie
Onderstaande figuur toont het verloop van het inwonertal (bron: INSEE-tellingen).